# Erasistratos

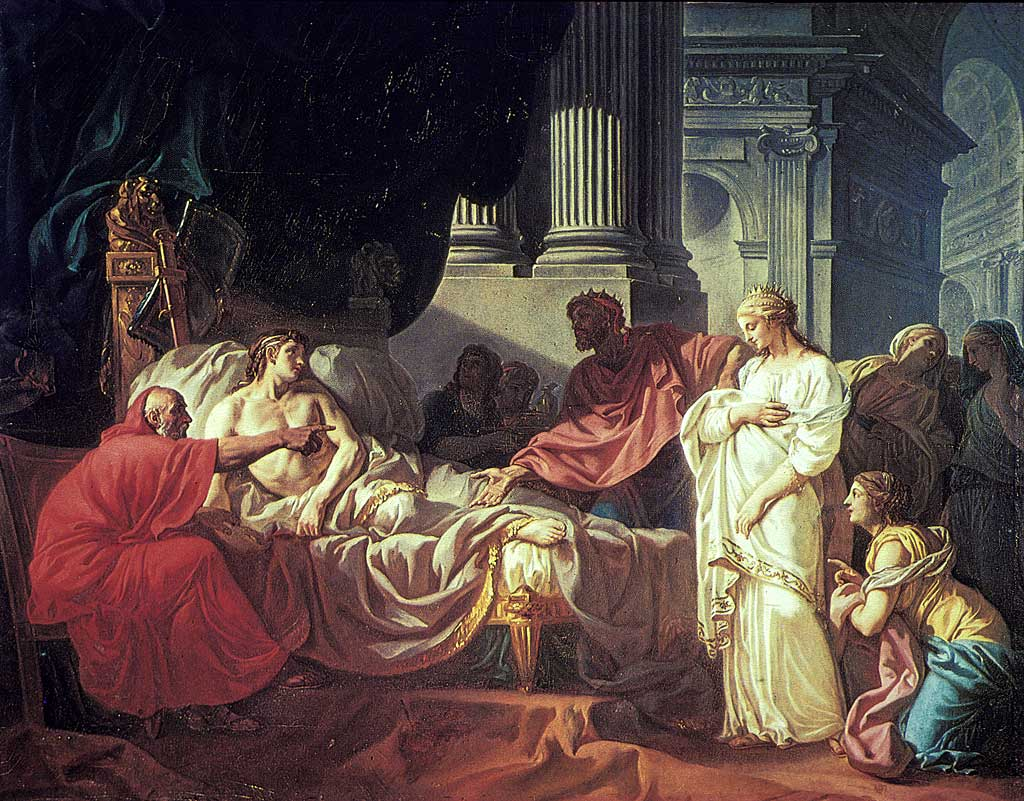
Erasistratus ontdekt de oorzaak van de ziekte van Antiochos. Schilderij door Jacques-Louis David (1774)

Erasistratos van Keos (ca. 305 - ca. 250 v.Chr) was een Grieks geneeskundige die in Alexandrië werkzaam was met Herophilos van Chalkedon. Hij voerde dissecties en mogelijk vivisecties uit op mensen. Zijn werk was op verschillende vlakken erg vooruitstrevend:

## Leven
Men veronderstelt algemeen dat Erasistratos is geboren in Ioulis op het eiland Keos, hoewel Stephanos van Byzantium naar hem verwijst als geboren in Kos; Galenos als geboren in Chios; en keizer Julianus als geboren in Samos. Plinius de Oudere zegt dat hij via zijn dochter Pythias een kleinzoon van Aristoteles was, maar dit wordt door andere antieke schrijvers niet bevestigd; volgens de Suda was hij de zoon van Kretoxena, een zuster van de arts Medios en Kleombrotos. Uit dit laatste is het niet helemaal duidelijk of Kleombrotos nu zijn vader of zijn oom was. Erasistratos was een leerling van Chrysippos van Knidos, Metrodoros, en klaarblijkelijk Theophrastos.
Erasistratos verbleef enige tijd in Syrië aan het hof van koning Seleukos I Nikator, een van de diadochen. Hij slaagde erin diens zoon Antiochios te genezen.

## Werk
- Beschrijving van het hart waarbij hij vooral aandacht had voor de hartkleppen die nog steeds naar hem zijn genoemd. Hij zag het hart als een pomp voor het bloed.
- Verschil tussen gevoels- en bewegingszenuwen.
- Spijsverteringsstelsel: hij erkende het systeem van de slokdarm en beschreef de peristaltische beweging van de maag en de darmen.
- Hersenen: beschrijving van het cerebellum, het cerebrum, de hersenventrikels en de membranen. Hij erkende het belang van de hersenen als centrum voor het bewustzijn en niet als afkoelings- of zuiveringssysteem zoals Praxagoras van Kos en Aristoteles meenden.

## Voetnoten
1. ↑  Suda,  Erasistratos;  Strabo, x
2. ↑  Stephanus van Byzantium, Kos
3. ↑  Galenos, Introd. hfdstk. 4, vol. xiv. blz. 683
4. ↑  Julianus de Afvallige, Misopogon
5. ↑  Plinius de Oudere, Hist. Nat., xxix. 3
6. ↑  Diogenes Laertius, vii. 7. § 10, Plinius, Hist. Nat., xxix. 3; Galenos, de Ven. Sect. adv. Erasistr. c. 7, vol. xi. blz. 171
7. ↑  Sextos Empeirikos, adv Mathem. i. 12,
8. ↑  Galenos, de Sang, in Arter. c. 7, vol. iv. blz. 729.

- Bibliothèque nationale de France: cb12237967v (data)
- CiNii: DA10355909
- Gemeinsame Normdatei: 102392293
- International Standard Name Identifier: 0000 0000 6143 3708
- Library of Congress Control Number: n97038551
- Nationale Bibliotheek van Tsjechië: nlk20000083447
- Nationale Bibliotheek van Israël: 987007360031205171
- Nederlandse Thesaurus van Auteursnamen: 069923043
- Réseau des bibliothèques de Suisse occidentale: 02-A003219634
- Istituto Centrale per il Catalogo Unico: CFIV093182
- Système universitaire de documentation: 136528503
- Virtual International Authority File: 266089724
- WorldCat: E39PCjwV3rGXMQrttKdQRHHDMP